# 苯吗喃
苯吗喃是一种有机化合物，分子式C12H15N，其中苯环和哌啶环的4号位通过共价键直接连接，再与2号位通过桥碳原子相连，形成三环结构。许多鴉片類藥物，如地佐辛、喷他佐辛等都带有苯吗喃结构。